# Саак (католикос)
Саак (или Сахак; арм. Սահակ) — епископ Кавказской Албанской церкви, имя которого стоит на четвёртом месте в списке католикосов Мхитара Гоша.
Годы жизни и биография этого католикоса неизвестны. По информации Киракосом Гандзакеци, Саак находился у власти 5 лет, считая вместе с католикосом Маттеосом, который был до него.